# Список экорегионов ЦАР
Ниже приводится список экорегионов в Центральноафриканской Республике, согласно Всемирного Фонда дикой природы (ВФП).

## Наземные экорегионы

### Тропические и субтропические влажные широколиственные леса
- Болотные леса Западного Конго
- Северо-восточные низинные леса Конго
- Северо-западные низинные леса Конго

### Тропические и субтропические луга, саванны и кустарники
- Восточные Суданские саванны
- Лесная саванна Северного Конго
- Сахельская акациевая саванна

## Пресноводные экорегионы

### Конго
- Санга
- Убанги

### Нило-Судан
- Водосбор Чада